# چارلز گواثمی
چارلز گواثمی (۱۹ ژوئن ۱۹۳۸ - ۳ اوت ۲۰۰۹) به انگلیسی Charles Gwathmey، معمار امریکایی سده‌ی بیستم که بیش‌تر به سبب طراحی خانه‌های مدرنیستی و نیز ساختمانِ افزوده‌شده به موزه گوگنهایم نیویورک، شناخته می‌شود. او از ۱۹۶۸ تا هنگام مرگش با رابرت سیگل همکاری می‌کرد.
گواثمی زاده‌ی شارلوت (کارولینای شمالی) است و در دانشگاه پنسیلوانیا و دانشگاه ییل درس خواند. او در سال ۱۹۶۹ به‌عنوان یکی از پنج معمار بزرگ نیویورک شناخته شد؛ گروهی که بیش‌تر اعضای آن در پدیدآوردنِ پست‌مدرنیسم در معماری نقش بازی کردند.
شاید مشهورترین پرُژه‌ی گواثمی (به‌همراه سیگل)، افزودن ساختمانی به موزه گوگنهایم نیویورک باشد که در ابتدا بسیار بحث‌انگیز بود. گواثمی موفق شد ساختمان ساده‌ای را در کنار و پشت سازه‌ی پیچان مشهور این موزه پدید بیاورد که هم‌زمان با افزودن ۴۷۵۰ متر مربع فضای نمایشگاهی تازه، به اصالت ساختمان اصلی صدمه نزند.
گواثمی برای چهره‌های مشهوری مانند جری ساینفلد، استیون اسپیلبرگ، یا دیوید گفن دست به طراحی خانه زده است. همچنین، او به‌عنوان یک استاد معماری بین سال‌های ۱۹۶۵ تا ۱۹۹۱ در مدرسه‌ها و دانشکده‌های معماری پرشماری از جمله انستیتو پرت، دانشگاه پرینستون، دانشگاه تگزاس، و دانشگاه هاروارد درس داد.

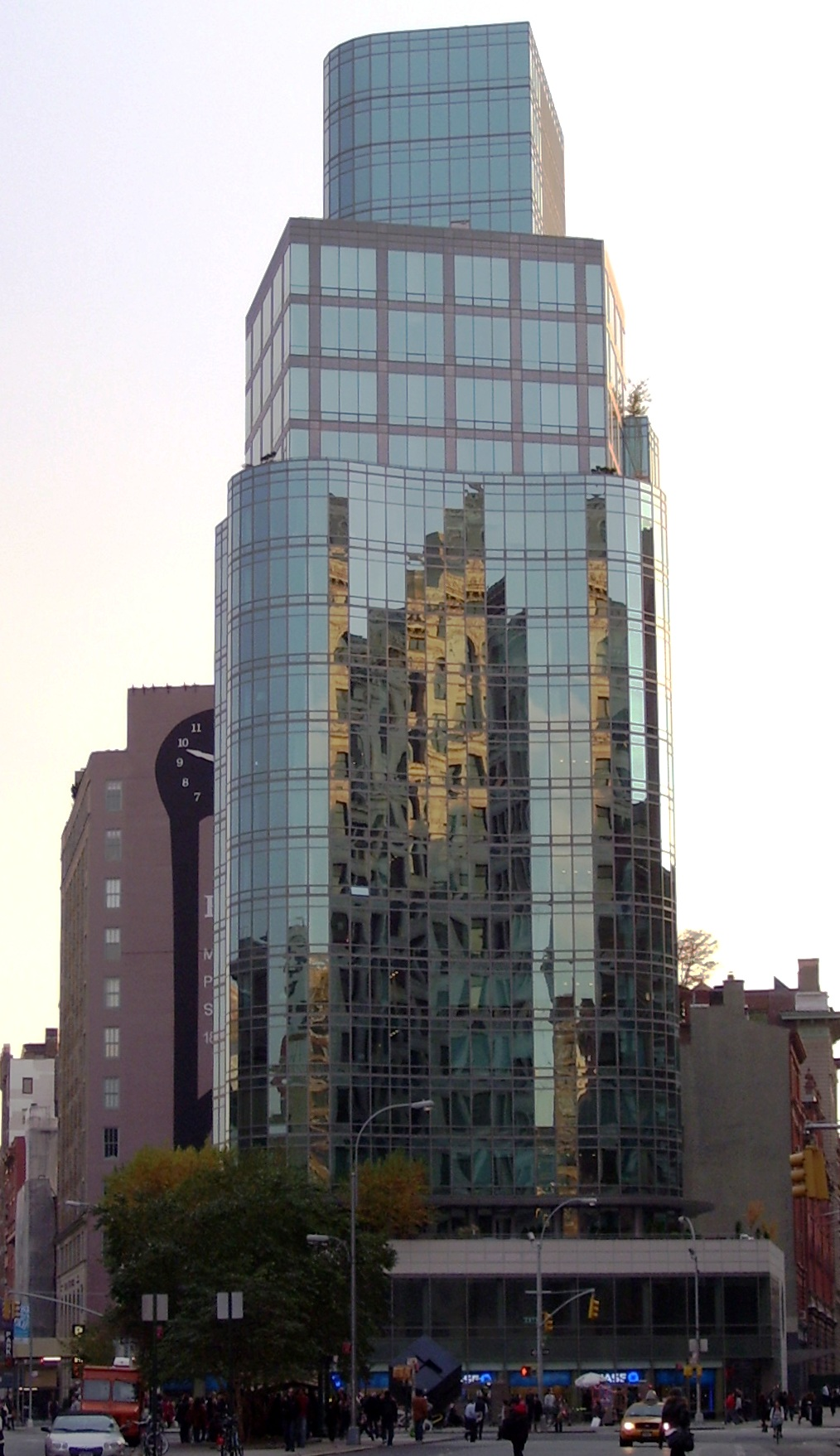